# تو بوتس (كولورادو)
تو بوتس (بالإنجليزية: Two Buttes, Colorado)‏ هي بلدة تقع في مقاطعة باكا، كولورادو بولاية كولورادو في الولايات المتحدة. تبلغ مساحتها 0.6 (كم²)، وترتفع عن سطح البحر 1252 م، بلغ عدد سكانها 43 نسمة في عام 2010 حسب إحصاء مكتب تعداد الولايات المتحدة وتصل الكثافة السكانية فيها 67 نسمة/كم2.

## وصلات خارجية
- The US50 - Cities and Towns in Colorado State
- Colorado Cities and Towns, Facts, Map, Flag, Colleges, Government, and More